# Alain Chapel
Alain Chapel (Lyon, 30 december 1937 - Avignon, 10 juli 1990) was een Franse chef-kok.

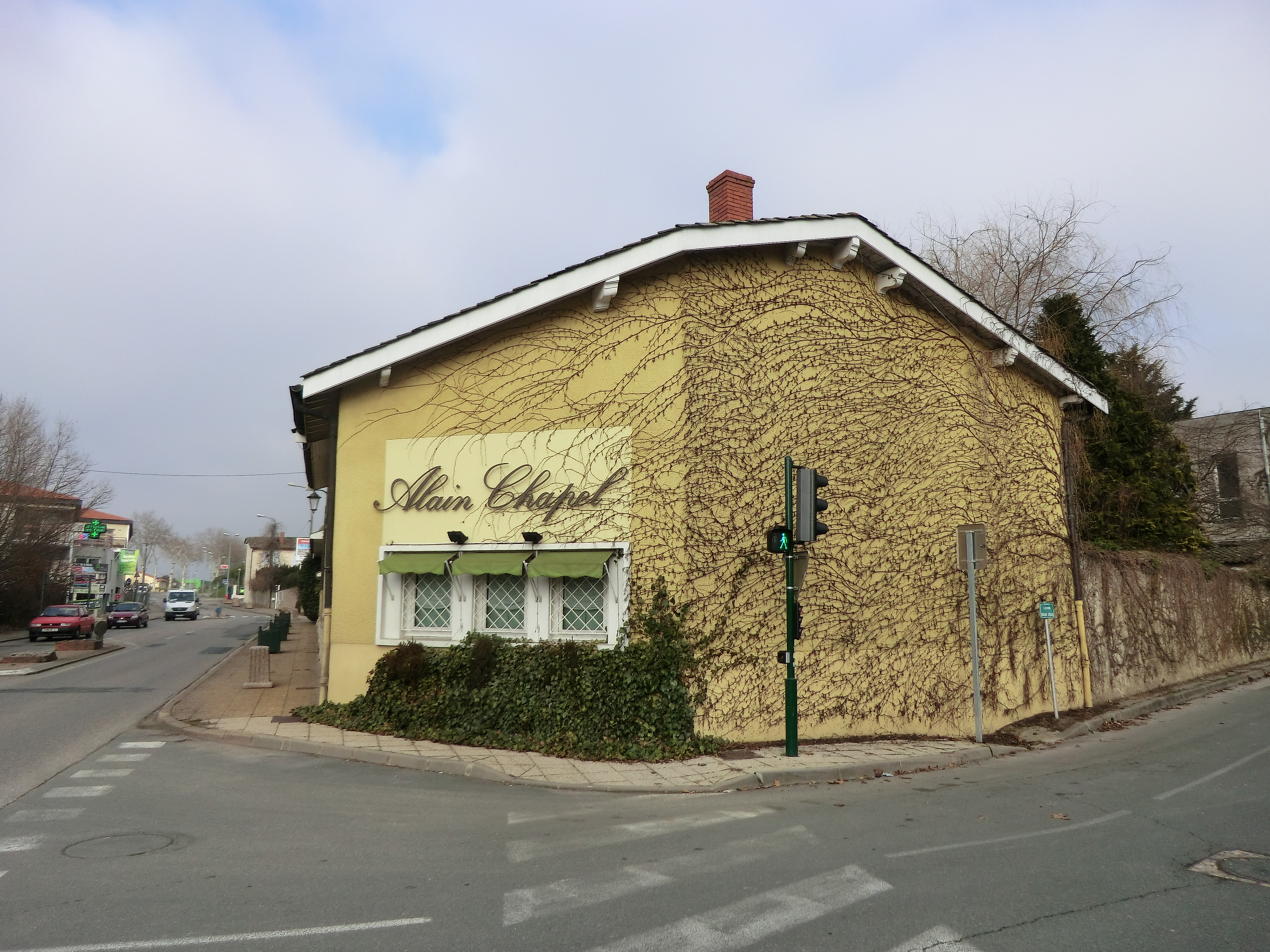
Restaurant Alain Chapel destijds in Mionnay

Zijn restaurant verkreeg drie sterren in de Michelin gids en kon gerekend worden tot de nouvelle cuisine.  

## Biografie
Alain Chapel leert het vak als leerjongen bij Jean Vignard in Lyon en vervolgens bij Fernand Point in Vienne. 
In 1967 wordt hij verantwoordelijk voor het restaurant van zijn ouders, Mère Charles, in Mionnay. 
Reeds in 1969 verkrijgt hij zijn tweede Michelinster en in 1973 krijgt hij de erkenning van Meilleur Ouvrier de France. Eveneens in 1973 wordt de derde ster behaald. 
Alain Chapel overlijdt plots op 10 juli 1990 in Avignon. Na zijn dood wordt het restaurant verder uitgebaat door zijn echtgenote Suzanne, samen met zijn rechterhand Philippe Jousse. Het restaurant sluit definitief de deuren in februari 2012.